# ال اسپولیو
ال اسپولیو (به اسپانیایی: El Espolio)، یکی از آثار ال گرکو، نقاش منریست قرن ۱۶ است. این اثر در سال ۱۵۷۷ تا ۱۵۷۹ برای کلیسای جامع شهر تولدو در اسپانیا کشیده شده‌است. این تابلو، اولین اثری است که گرکو پس از ورود به اسپانیا کشیده‌است.

## دربارهٔ تابلو
همانند دیگر اثر ال گرکو، تطهیر معبد، شیوه سازماندهی فضا ست که از نظر بصری، درون‌مایه روان‌شناختی را به بیننده انتقال می‌دهد؛ که در اینجا عریان کردن مسیح در جلجتا است. یکپارچگی و «حضور» ردای مسیح، در این تصویر، واقعیت است. اما این واقعیت، همان‌طور که می‌دانیم، از میان خواهد رفت و میان سربازان تقسیم خواهد شد. روایت این حادثه قریب‌الوقوع، در شیوه برخورد با فضا و ترکیب بندی به نمایش گذاشته می‌شود. حول محور فیگور قدرتمند مسیح، انبوهی از سرهای واقع‌گرایانه کشیده شده‌است که گویی به سمت بیننده پیش‌روی می‌کنند. در پایین تصویر سطح دوم عملکرد فضایی ایجاد شده‌است: سطوح متقاطع، فضایی متلاطم، منریستی و «کوبیستی» می‌سازند. این دو سطح بالا و پایین فضا، در اثر صرفاً کنار هم قرار داده نشده‌اند، بلکه در هم نفوذ کرده‌اند؛ و تشویشی که در تلاش برای جدا کردن این دو سطح احساس می‌شود، انتقال دهنده احساس تشویش حادثه قریب‌الوقوع و رهایی الهی است که در پی آن می‌آید.